# (262876) Davidlynch
(262876) Davidlynch ist ein Asteroid des mittleren Hauptgürtels, der vom französischen Informatiker und Amateurastronomen Jean-Claude Merlin am 21. Januar 2007 am vollautomatischen Ritchey-Chrétien-81-cm-Teleskop des Tenagra II Observatory in Nogales, Arizona (IAU-Code 926) entdeckt wurde. Das Teleskop konnte Merlin bei der Entdeckung von Frankreich aus ansteuern. Unbestätigte Sichtungen des Asteroiden hatte es vorher schon am 1. und 7. Oktober 2005 mit der vorläufigen Bezeichnung 2005 TS53 im Rahmen des Catalina Sky Surveys gegeben.
Mittlere Sonnenentfernung (große Halbachse), Exzentrizität und Neigung der Bahnebene des Asteroiden entsprechen grob der Eunomia-Familie, einer nach (15) Eunomia benannten Gruppe, zu der vermutlich fünf Prozent der Asteroiden des Hauptgürtels gehören.
(262876) Davidlynch wurde am 16. Januar 2014 nach dem US-amerikanischen Filmregisseur, Komponisten und Schauspieler David Lynch benannt. Besonders hervorgehoben im Widmungstext wird Lynchs Film aus dem Jahr 2001 Mulholland Drive.